# Liste der Bodendenkmäler in Ebermannsdorf
Auf dieser Seite sind die Bodendenkmäler in der Oberpfälzer Gemeinde Ebermannsdorf zusammengestellt. Diese Tabelle ist eine Teilliste der Liste der Bodendenkmäler in Bayern. Grundlage ist die Bayerische Denkmalliste, die auf Basis des Bayerischen Denkmalschutzgesetzes vom 1. Oktober 1973 erstmals erstellt wurde und seither durch das Bayerische Landesamt für Denkmalpflege geführt wird. Die folgenden Angaben ersetzen nicht die rechtsverbindliche Auskunft der Denkmalschutzbehörde.

## Bodendenkmäler in Ebermannsdorf
| Lage                     | Objekt | Akten-Nr.     | Bild |
| ------------------------ | --- | ------------- | ---- |
| Ebermannsdorf (Standort) | Vorgeschichtlicher Bestattungsplatz mit Grabhügeln. | D-3-6637-0049 |      |
| Ebermannsdorf (Standort) | Vorgeschichtlicher Bestattungsplatz mit Grabhügeln. | D-3-6637-0050 |      |
| Ebermannsdorf (Standort) | Mesolithische Freilandstation, urnenfelderzeitliche Siedlung. | D-3-6637-0051 |      |
| Ebermannsdorf (Standort) | Archäologische Befunde im Bereich der mittelalterlichen Burgruine von Ebermannsdorf. | D-3-6637-0120 |      |
| Ebermannsdorf (Standort) | Archäologische Befunde des Mittelalters und der frühen Neuzeit im Bereich des ehem. Hofmarkschlosses und der ehem. Schloss- und jetzigen Filialkirche St. Johannes in Ebermannsdorf, darunter die Spuren von Vorgängerbauten bzw. älterer Bauphasen. | D-3-6637-0122 |      |
| Ebermannsdorf (Standort) | Mesolithische Freilandstation, vorgeschichtliche Siedlung. | D-3-6637-0127 |      |
| Ebermannsdorf (Standort) | Hallstattzeitlicher Bestattungsplatz mit Grabhügeln. | D-3-6638-0046 |      |
| Ebermannsdorf (Standort) | Vorgeschichtlicher Bestattungsplatz mit Grabhügeln. | D-3-6638-0047 |      |
| Ebermannsdorf (Standort) | Mesolithische Freilandstation. | D-3-6638-0048 |      |
| Ebermannsdorf (Standort) | Steinzeitlicher Schlagplatz. | D-3-6638-0049 |      |
| Ebermannsdorf (Standort) | Steinzeitlicher Schlagplatz. | D-3-6638-0059 |      |
| Ebermannsdorf (Standort) | Steinzeitlicher Schlagplatz. | D-3-6638-0060 |      |
| Ebermannsdorf (Standort) | Archäologische Befunde des Mittelalters und der frühen Neuzeit im Bereich der Kath. Pfarrkirche St. Nikolaus in Pittersberg, darunter die Spuren von Vorgängerbauten bzw. älterer Bauphasen.                                                         | D-3-6638-0155 |      |
| Ebermannsdorf (Standort) | Mittelalterliche und frühneuzeitliche Hofwüstung Niederarling. | D-3-6638-0160 |      |
| Ebermannsdorf (Standort) | Vorgeschichtlicher Bestattungsplatz mit Grabhügeln. | D-3-6638-0189 |      |
| Ebermannsdorf (Standort) | Vorgeschichtlicher Bestattungsplatz mit Grabhügeln. | D-3-6638-0190 |      |